# Mahavavy
El Mahavavy o Mahavavy Nord és un riu del costat occidental de Madagascar, a la regió de Diana. Té les fonts al pic de Maromokotra, en el massís de Tsaratanana, i flueix cap al nord per desguassar a l'oceà Índic. Travessa una plana fèrtil on les seves aigües s'utilitzen per al reg de 5500 ha, sobretot per a plantacions de cotó. La principal ciutat que travessa al llarg del seu recorregut és Ambilobe i el seu delta abasta 500 km².